# Kanton L’Huisserie
Der Kanton L’Huisserie ist seit 2015 ein französischer Wahlkreis im Arrondissement Laval, im Département Mayenne und in der Region Pays de la Loire; sein Hauptort ist L’Huisserie. 

## Gemeinden
Der Kanton besteht aus neun Gemeinden mit insgesamt 16.010 Einwohnern (Stand: 1. Januar 2022) auf einer Gesamtfläche von 176,57 km²:
| Gemeinde             | Einwohner 1. Januar 2022 | Fläche km² | Dichte Einw./km² | Code INSEE | Postleitzahl |
| -------------------- | ------------------------ | ---------- | ---------------- | ---------- | ------------ |
| Ahuillé              | 1.864                    | 29,87      | 62               | 53001      | 53940        |
| Entrammes            | 2.278                    | 26,16      | 87               | 53094      | 53260        |
| Forcé                | 1.096                    | 4,94       | 222              | 53099      | 53260        |
| L’Huisserie          | 4.554                    | 14,72      | 309              | 53119      | 53970        |
| Louvigné             | 1.182                    | 12,56      | 94               | 53141      | 53210        |
| Montigné-le-Brillant | 1.342                    | 18,05      | 74               | 53157      | 53970        |
| Nuillé-sur-Vicoin    | 1.250                    | 23,59      | 53               | 53168      | 53970        |
| Parné-sur-Roc        | 1.384                    | 23,74      | 58               | 53175      | 53260        |
| Soulgé-sur-Ouette    | 1.060                    | 22,94      | 46               | 53262      | 53210        |
| Kanton L’Huisserie   | 16.010                   | 176,57     | 91               | 5308       | –            |